# 33e Groupe-brigade du Canada
Le 33e Groupe-brigade du Canada (33e GBC) (33 Canadian Brigade Group en anglais) est un groupe-brigade de la Première réserve de l'Armée canadienne des Forces armées canadiennes. Il fait partie de la 4e Division du Canada et est basé à Ottawa en Ontario. Il comprend 15 unités dans l'Est et le Nord de l'Ontario.

## Unités
| Nom                                                                   | Type                    | Ville                                   |
| --------------------------------------------------------------------- | ----------------------- | --------------------------------------- |
| The Ontario Regiment (RCAC)                                           | Reconnaissance          | Oshawa                                  |
| 30th Field Artillery Regiment, RCA (en)                               | Artillerie de campagne  | Ottawa                                  |
| 42nd Field Artillery Regiment (Lanark and Renfrew Scottish), RCA (en) | Artillerie de campagne  | Pembroke                                |
| 49th Field Artillery Regiment, RCA (en)                               | Artillerie de campagne  | Sault-Sainte-Marie                      |
| 33 Combat Engineer Regiment (en)                                      | Génie de combat         | Ottawa                                  |
| 33 Signal Regiment (en)                                               | Communications          | Ottawa                                  |
| Governor General's Foot Guards                                        | Infanterie légère       | Ottawa                                  |
| The Princess of Wales' Own Regiment                                   | Infanterie légère       | Kingston                                |
| The Hastings and Prince Edward Regiment                               | Infanterie légère       | Belleville, Peterborough et Cobourg     |
| The Brockville Rifles                                                 | Infanterie légère       | Brockville                              |
| Stormont, Dundas and Glengarry Highlanders                            | Infanterie légère       | Cornwall                                |
| The Cameron Highlanders of Ottawa (Duke of Edinburgh's Own)           | Infanterie légère       | Ottawa                                  |
| The Algonquin Regiment                                                | Infanterie légère       | North Bay et Timmins                    |
| Irish Regiment of Canada                                              | Infanterie légère       | Sudbury                                 |
| 33e Bataillon des services (en)                                       | Logistique              | Ottawa, North Bay et Sault-Sainte-Marie |
| 7e Compagnie du renseignement                                         | Renseignement militaire | Ottawa                                  |

## Histoire
Le 33e Groupe-brigade du Canada a été créé le 1er avril 1997 lors d'une restructuration importante de l'Armée canadienne créant dix groupes-brigades de la Première réserve.